# Мамфорд, Тамара
Тамара Мамфорд (англ. Tamara Mumford) (1980, Сэнди, штат Юта, по другим сведениям, Табер (англ. Taber, Alberta), Альберта, Канада) — американская оперная певица (меццо-сопрано).

## Образование
Тамара Мамфорд выросла в Сэнди, штат Юта, и получила степень бакалавра вокального искусства в Университете штата Юта в 2003 году. По окончании университета Тамара приняла стипендию в Йельском университете, чтобы продолжить обучение оперному исполнению. После одного года обучения в Йельском университете Тамару пригласили участвовать в престижной программе Lindemann Young Artist Development Program в Metropolitan Opera в городе Нью-Йорк, по которой она проходила обучение с 2004 по 2007 год по классу меццо-сопрано.

## Карьера
Выпускница Программы развития молодых артистов Линдеманна в театре «Метрополитен-опера», Тамара Мамфорд дебютировала в этом театре в роли Лауры в «Луизе Миллер» и с тех пор сыграла с труппой более 140 спектаклей, включая роли Пилигрима в новой постановке «Любовь издалека» Кайи Саариахо, Сметона в постановке оперы «Анна Болейн», а также в постановках опер «Риголетто», «Ариадны на Наксосе», «Триптих» Пуччини, «Парсифаль», «Идоменей», «Cavalleria Rusticana», «Никсон в Китае», «Пиковая дама», полный цикл «Кольца нибелунга», «Волшебная флейта», «Сон в летнюю ночь» и «Воццек».

## Оперный репертуар
| Год  | Композитор        | Опера             | Роль                 | Место              |
| ---- | ----------------- | ----------------- | -------------------- | ------------------ |
| 2011 | Джон Адамс        | «Никсон в Китае»  | Третий секретарь Мао | Метрополитен-опера |
| 2011 | Гаэтано Доницетти | «Анна Болейн»     | Сметон               | Метрополитен-опера |
| 2019 | Кайя Саариахо     | «Любовь издалека» | Пилигрим             | Метрополитен-опера |
| 2020 | Альбан Берг       | «Воццек»          | Маргрет              | Метрополитен-опера |

## Семья
Муж — дантист Нейтан Мамфорд. Сын Брайан.